# Annunziatakloster

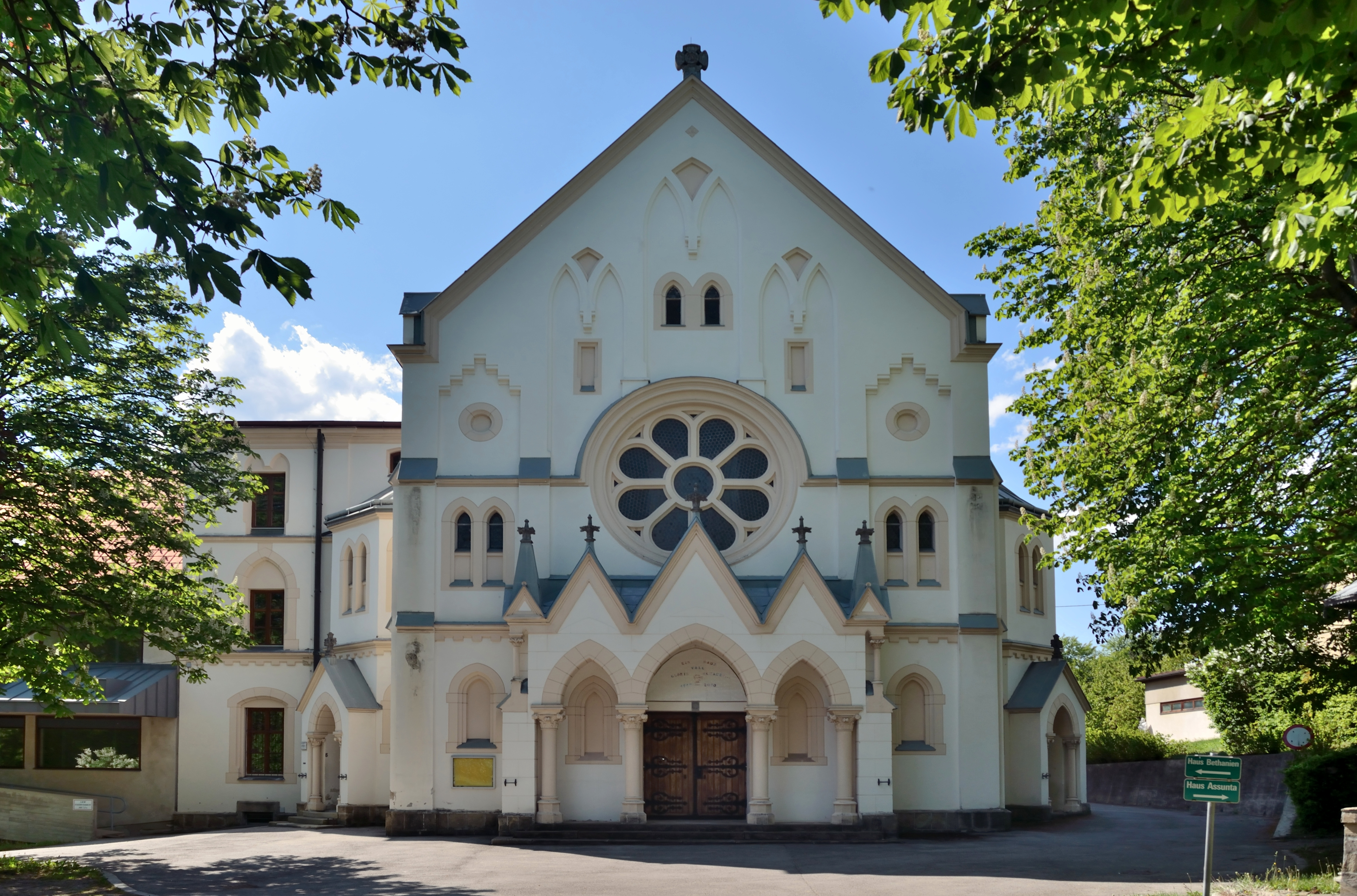
Klosterkirche des Annunziataklosters

Das Annunziatakloster Stein nördlich von Furth, Marktgemeinde Maria Anzbach, war die erste österreichische Niederlassung der Franziskanerinnen-Missionarinnen Mariens. Das Kloster wurde nach Erzherzogin Maria Annunziata benannt und steht unter Denkmalschutz (Listeneintrag).

## Geschichte
Die Grundsteinlegung des Klosters Am Stein fand am 23. Mai 1899 statt. Es ist nach dem benachbarten Eichgrabner Ortsteil Stein benannt. Die Franziskanerinnen-Missionarinnen Mariens gründeten sich vor Baubeginn des Annunziataklosters am 4. August 1898. Sie wohnten derweil im Ort Unter Oberndorf in einem Bauernhaus. Das Kloster war auch Noviziatshaus, wo auch Mädchen aus Nachbarländern ausgebildet und dann als Missionarinnen ausgesandt wurden. Während des Zweiten Weltkrieges war im Kloster ein Lazarett untergebracht.
1967 begannen Renovierungsarbeiten und der Neubau des ersten Traktes eines neuen Altersheimes. 1970 wurde der zweite Trakt mit 37 Einzelzimmern fertiggestellt. Es waren rund 100 Schwestern als Krankenpflegerinnen oder in der Landwirtschaft um das Klostergelände beschäftigt. 1958 wurde bei Erdaushubarbeiten auf dem Klostergrund ein Krug mit Silbermünzen aus dem 14./15. Jahrhundert gefunden. Er befindet sich im niederösterreichischem Landesmuseum. Am 19. Juni 2010 wurde noch das 100-Jahr-Jubiläum gefeiert und Ende März 2011 wurde der Betrieb eingestellt.
Das Kloster wurde im Juni 2012 um 2,3 Mill. Euro an eine Investorengruppe verkauft. Geplant war ein Seniorenrefugium und leistbares Wohnen. Nach Scheitern der Pläne wurde das Areal 2015 an eine burgenländische Investorenfirma weiterverkauft. Über die Schließung des Klosters hat Regisseur Helmut Manninger 2013 den Dokumentarfilm Die große Reise geschaffen. Ab 2016 wurde auf dem Klosterareal ein Bio-Bauernhof als Bauermax mit Hofladen betrieben. 2017 wurden im Kloster ca. 60 Asylbewerber aufgenommen.
2021 übernahm das Klosterareal eine zirka 40-köpfige Bruderhof-Gemeinschaft. Bauermax übersiedelte daher seine redimensionierte Freiland-Schweinezucht zur Herbstgrabenstraße in Raipoltenbach (Gemeinde Neulengbach) und errichtete seinen Hofladen bei der Ortseinfahrt in Eichgraben in Form eines holzverkleideten Container-Gebäudes.

## Baubeschreibung
Hofbaumeister Josef Schmalzhofer ließ das Kloster in neugotischem Stil im Jahr 1899 errichten. Es wurde 1967 und 1970 ausgebaut.

## Filmografie (Auswahl)
- 2012 Dokumentarfilm: Die große Reise[6]
- 2016 Fernsehsendung (ATV): Landtierärzte Staffel 1 (Folge 3)[7]